# 2 Księga Henocha
2 Księga Henocha, Księga Henocha słowiańska – apokryf starotestamentowy. Zachował się jedynie w języku staro-cerkiewno-słowiańskim.

## Powstanie
Apokryf powstał w języku greckim, po czym został przetłumaczony na język staro-cerkiewno-słowiański. Nie ma konsensusu co do daty powstania i autora księgi. Robert Henry Charles twierdził, że księgę napisał w I w. p.n.e. zhellenizowany Żyd, natomiast według Józefa Milika autorem był żyjący w IX w. bizantyjski mnich chrześcijański. Ryszard Rubinkiewicz z kolei stwierdził, że 2 Księga Henocha powstała w nieznanej z nazwy sekcie żydowskiej, na co miałby wskazywać szczególny szacunek dla postaci Henocha przy jednoczesnym pominięciu Abrahama, Mojżesza i Prawa. Zdaniem Rubinkiewicza ta sekta mogła cechować się swoistym synkretyzmem religijnym, łącząc judaizm z filozofią, i funkcjonować w Egipcie, Syrii lub Azji Mniejszej. Około 1000 roku nastąpił przekład tekstu.

## Treść
Apokryf opisuje podróż Henocha przez siedem niebios, losy jego następców – Matuzalema i Nera oraz narodziny Melchizedeka. Autor porusza w swoim dziele tematy kosmologiczne i etyczne (troska o ubogich, czystość seksualna). Bóg jest Stwórcą posługującym się aniołami w kierowaniu światem, a człowiek jest Jego widzialnym obrazem.